# Regeringen Kaj Leo Johannesen II
Kaj Leo Johannesens anden regering var regering fra den 14. november 2011 til 15. september 2015 med Kaj Leo Johannesen fra Sambandsflokkurin som lagmand og ministre fra Fólkaflokkurin, Sambandsflokkurin, Sjálvstýrisflokkurin og Miðflokkurin. Den var en flertalsregering, og den første rent borgerlige regering på øerne siden 1985.
Sjálvstýrisflokkurin trådte ud af regeringen 9. september 2013, efter at Kári P. Højgaard var blevet afskediget fra indenrigsministerposten og ministeriets opgaver fordelt mellem de øvrige ministerier.
|                      | Minister           | Parti | Fra               | Til                |
| -------------------- | ------------------ | ----- | ----------------- | ------------------ |
| Lagmand              | Kaj Leo Johannesen | SB    | 14. november 2011 | 15. september 2015 |
| Vicelagmand          | Annika Olsen       | FF    | 14. november 2011 | 15. september 2015 |
| Ministerium          | Minister           | Parti | Fra               | Til                |
| Finansministeriet    | Jørgen Niclasen    | FF    | 14. november 2011 | 15. september 2015 |
| Sundhedsministeriet  | Karsten Hansen     | MF    | 14. november 2011 | 15. september 2015 |
| Kulturministeriet    | Bjørn Kalsø        | SB    | 14. november 2011 | 15. september 2015 |
| Indenrigsministeriet | Kári P. Højgaard   | SF    | 14. november 2011 | 5. september 2013  |
| Fiskeriministeriet   | Jacob Vestergaard  | FF    | 16. februar 2012  | 15. september 2015 |
|                      | Jákup Mikkelsen    | FF    | 14. november 2011 | 15. februar 2012   |
| Erhvervsministeriet  | Johan Dahl         | SB    | 14. november 2011 | 15. september 2015 |
| Socialministeriet    | Annika Olsen       | FF    | 14. november 2011 | 15. september 2015 |

| Portal | Portal:Færøerne |